# Grammostola iheringi
Grammostola iheringi är en spindelart som först beskrevs av Eugen von Keyserling 1891.  Grammostola iheringi ingår i släktet Grammostola och familjen fågelspindlar. Inga underarter finns listade i Catalogue of Life.